# Аква Солфа (Изернија)
Аква Солфа (итал. Acqua Solfa) је насеље у Италији у округу Изернија, региону Молизе.
Према процени из 2011. у насељу је живело 90 становника. Насеље се налази на надморској висини од 498 м.